# Didier de Tholon Saint-Jaille
Didier de Tholon Saint-Jalle (? - Malta, 1536) was grootmeester van de Orde van Sint-Jan van Jeruzalem van 1535 tot 1536. Hij volgde in 1535 Piero de Ponte op. Voordat hij tot grootmeester werd verkozen had hij een bestaan als een eenvoudige monnik in de Langue van de Provence. Zelf werd hij als grootmeester na een jaar opgevolgd door de Spanjaard Juan de Homedes.